# Un paleto con talento
Un paleto con talento es una obra de teatro de Julio Mathías, estrenada en 1975.

## Argumento
Si a la familia Gómez-Nogales hay ago que verdaderamente le espante, es la visita del abuelo, un hombre ignorante, paleto y bruto, que a todo el mundo hace avergonzar.Sin embargo y en un buen final feliz, será el abuelo quien solucione y reordene una familia en sus horas más bajas.

## Estreno
- Teatro Benavente, Madrid, 26 de junio de 1975.
  - Dirección: Alfonso del Real.
  - Escenografía:
  - Intérpretes: Alfonso del Real, Gloria Osuna, Rocio Hidalgo, Luis Lasala, Salvador Vives, María Vidal.